# Bobby Lennox
Robert "Bobby" Lennox (n. 30 de agosto de 1943, en Saltcoats, Ayrshire) es un exfutbolista profesional escocés que jugó durante la mayor parte de su carrera en el Celtic Football Club y fue miembro de los Leones de Lisboa que lograron la Copa de Europa de 1967. Lennox fue también internacional con Escocia en diez ocasiones, pero nunca disputó una Copa del Mundo o Eurocopa. En 2002, los aficionados del Celtic lo incluyeron en el mejor once de la historia del club.

## Carrera profesional
El Celtic firmó Lennox del equipo juvenil Ardeer Recreation de forma provisional en 1961 a la edad de 18 años e hizo su debut en el primer equipo en marzo del año siguiente. Lennox anotó 273 goles en todas las competiciones, sólo superado por los 468 goles del máximo goleador de todos los tiempos del Celtic, Jimmy McGrory. De sus 273 goles, 167 fueron anotados en la liga escocesa, convirtiéndose en el quinto goleador de primera división en el Celtic. El delantero ganó con el club católico once títulos de Liga, ocho Copas de Escocia, y cinco Copas de la Liga (en la que marcó 63 goles en la competición), y fue miembro del equipo campeón de la Copa de Europa de 1967, conocidos como los Leones de Lisboa, que derrotó al Inter de Milán 2-1 en el Estádio Nacional de Lisboa, Portugal.
Lennox jugó una segunda final de la Copa de Europa con el Celtic en 1970, pero perdió 2-1 en la prórroga ante el Feyenoord Rotterdam en el estadio de San Siro, Milán. Era un delantero muy rápido, conocido por los aficionados como 'Buzz Bomb' («bomba voladora») o 'Lemon'. Dejó el Celtic en marzo de 1978, y se trasladó a Estados Unidos para jugar en el Houston Hurricane en su temporada de debut en la NASL. Después de un decepcionante resultado de tres goles en 30 partidos para el equipo texano, recibió una oferta para volver con el Celtic en septiembre de 1978. Con el equipo escocés volvió a ganar el título de Liga ese año y la Copa de Escocia en 1980. Fue el último León de Lisboa en retirarse como jugador, cuando se unió al cuerpo técnico del Celtic en noviembre de 1980.